# Socialistisk Weekend
Socialistisk Weekend var en ugeavis, der blev udgivet af Socialistisk Folkeparti.
Avisen kom på gaden første gang i april 1985, og havde i begyndelsen omkring 6.000 abonnenter, men i juni 1990 valgte partiets forretningsudvalg at lukke avisen grundet dens dårlige økonomi. På dette tidspunkt havde avisen omkring 3.500 abonnenter . Folketingsmedlemmet Pelle Voigt foreslog at fusionere avisen med Land og Folk, men dette forslag vandt ikke tilstrækkelig opbakning.